# Malacothamnus densiflorus
Malacothamnus densiflorus là một loài thực vật có hoa trong họ Cẩm quỳ. Loài này được (S. Watson) Greene mô tả khoa học đầu tiên năm 1906.